# Zahlungskonten-Richtlinie
Durch die Zahlungskonten-Richtlinie (Richtlinie 2014/92/EU), sollen:
- die Vergleichbarkeit von Zahlungskontoentgelten,
- der Wechsel von Zahlungskonten und
- der Zugang zu Zahlungskonten mit grundlegenden Funktionen (Basiskonto)

in der Europäischen Union harmonisiert und konsumentenfreundlicher werden. Dabei können Unionsmitgliedstaaten strengere Bestimmungen zum Zweck des Verbraucherschutzes beibehalten oder erlassen, sofern diese Bestimmungen mit ihren Pflichten nach dem Unionsrecht übereinstimmen.

## Geschichte
Bereits mit der Richtlinie 2007/64/EG (Zahlungsdienste-Richtlinie) wurden grundlegende Anforderungen an die Transparenz von Zahlungsdienstleistern (ZDL) verlangt. Die Forderung nach einem günstigen Zahlungskonto für jedermann wurde von der Europäischen Kommission bereits in der Binnemarktakte I formuliert.
Zur weiteren Verbesserung und Stärkung des Binnenmarktes der EU waren weitere Schritte erforderlich, die unter anderem mit dieser Richtlinie getroffen wurden. Das Europäische Parlament hat mit der Entschließung vom 4. Juli 2012 die Empfehlungen an die Europäische Kommission ausgesprochen, noch mehr zu unternehmen, damit der Binnenmarkt für Privatkunden verbessert und weiterentwickelt wird. Bemängelt wurde vor allem die fehlende Transparenz und Vergleichbarkeit der Entgelte sowie die Schwierigkeiten beim Wechsel von Zahlungskonten.
Die Bankenbranche hat dabei für eine Selbstregulierung auf Unionsebene plädiert (Selbstregulierungsinitiative), es konnte jedoch darüber keine abschließende Einigung erzielt werden. Das European Banking Industry Committee hat im Jahr 2008 „Gemeinsame Grundsätzen für einen Modellmechanismus für einen Wechsel zwischen Zahlungskonten bei Banken“ entworfen, die in ein und demselben Mitgliedstaat ansässig sind. Diese waren jedoch nicht verbindlich und wurden unionsweit uneinheitlich angewendet. Sie haben auch kaum Wirkung entfaltet und betrafen ausschließlich Zahlungskontowechsel in einem Unionsmitgliedstaat, nicht aber grenzüberschreitende Kontowechsel. Die Kommission hat in der Empfehlung 2011/442/EU, die Unionsmitgliedstaaten im Hinblick auf den Zugang zu einem Basiskonto aufgefordert, die zur Gewährleistung der Anwendung der Empfehlung erforderlichen Maßnahmen bis spätestens sechs Monate nach ihrer Veröffentlichung zu ergreifen. Diese Empfehlung haben aber nur von einigen wenigen Unionsmitgliedstaaten befolgt weswegen schlussendlich die RL 2014/92/EU als erforderlich betrachtet wurde.
Verfasser eines Initiativberichts und Verhandlungsführer zur Zahlungskonten-Richtlinie war Jürgen Klute in seiner Funktion als Mitglied und Koordinator der europäischen Linksfraktion GUE/NGL im Wirtschafts- und Währungsausschuss des Europäischen Parlaments und stellvertretendes Mitglied im Haushaltsausschuss des Europäischen Parlaments.

## Geltungsbereich der Richtlinie

### Räumlicher Geltungsbereich
Der Geltungsbereich der Richtlinie 2014/92/EU über die Vergleichbarkeit von Zahlungskontoentgelten, den Wechsel von Zahlungskonten und den Zugang zu Zahlungskonten mit grundlegenden Funktionen erstreckt sich auf die Unionsmitgliedstaaten und die anderen Mitgliedstaaten des EWR.

### Organisatorischer Geltungsbereich
Die Bestimmungen der Richtlinie 2014/92/EU über die Vergleichbarkeit von Entgelten und den Zahlungskontowechsel gelten für alle Zahlungsdienstleister im Sinne der Richtlinie 2007/64/EG. Die Bestimmungen dieser Richtlinie über den Zugang zu Zahlungskonten mit grundlegenden Funktionen (Basiskonto, Jedermann-Konto) gelten nur für Kreditinstitute (KI).
Gemäß Art 1 Abs. 5 der RL 2014/92/EU können die Mitgliedstaaten beschließen, dass diese Richtlinie nicht oder nur teilweise auf Unternehmen gemäß Artikel 2 Absatz 5 der Richtlinie 2013/36/EU anzuwenden ist. Gemäß Art 2 Abs. 5 der RL2013/36/EU gilt diese nicht:
- für bestimmte Wertpapierfirmen (siehe Richtlinie 2004/39/EG),
- Zentralbanken,
- Postgiroämter und
- die in Art 2 Abs. 5 Zif. 4 bis 23 der RL 2013/36/EU genannten, ausdrücklich ausgenommenen Einrichtungen.[12]

## Anwendungsbereich
Die RL 2014/92/EU erfasst nach Art 1 Abs. 6 sämtliche Zahlungskonten, die Verbrauchern (auch Zahlungsdienstnutzer, ZDN) die Möglichkeit zur Durchführung folgender Zahlungsvorgänge eröffnen:
- die Einzahlung eines Geldbetrags auf ein Zahlungskonto;
- die Bargeldabhebung von einem Zahlungskonto;
- die Ausführung und den Empfang von Zahlungsvorgängen, einschließlich Überweisungen, an Dritte und von Dritten.

Konten mit eingeschränkten Funktionen sind von der RL 2014/92/EU daher grundsätzlich ausgenommen. Dies sind beispielsweise:
- Sparkonten,
- Kreditkartenkonten, auf die üblicherweise Geldbeträge ausschließlich zum Zweck der Tilgung von Kreditkartenschulden eingezahlt werden,
- Hypotheken-Girokonten („current account mortgages“) oder
- E-Geld-Konten,
- Konten, deren Inhaber Unternehmen, einschließlich Klein- und Kleinstunternehmen (KMU), sind, soweit es sich nicht um Konten handelt, die auf die Person des Inhabers des Klein- und Kleinstunternehmen (ad personam) lautet.

Sofern diese oben genannten Konten nicht täglich für Zahlungsvorgänge genutzt werden, sind sie ebenfalls von der Richtlinie ausgenommen. Die Unionsmitgliedstaaten können zudem den Anwendungsbereich auch auf die von der RL 2014/92/EU nicht genannten Konten, beispielsweise auf Konten mit eingeschränkteren Zahlungsfunktionen, ausweiten.

## Rechtsgrundlage
Der Erlass der Richtlinie 2014/92/EU wurde insbesondere auf Artikel 114 AEUV gestützt (Maßnahmen zur Angleichung von Rechts- und Verwaltungsvorschriften der Unionsmitgliedstaaten, welche die Errichtung und das Funktionieren des Binnenmarktes zum Gegenstand haben).

## Aufbau der Richtlinie 2014/92/EU
Die Richtlinie 2014/92/EU hat folgenden Aufbau:
- KAPITEL I GEGENSTAND, ANWENDUNGSBEREICH UND BEGRIFFSBESTIMMUNGEN[15]
  - Artikel 1 Gegenstand und Anwendungsbereich
  - Artikel 2 Begriffsbestimmungen[16]
- KAPITEL II VERGLEICHBARKEIT DER FÜR ZAHLUNGSKONTEN IN RECHNUNG GESTELLTEN ENTGELTE[17]
  - Artikel 3 Liste der repräsentativsten auf nationaler Ebene entgeltpflichtigen mit einem Zahlungskonto verbundenen Dienste und standardisierte Terminologie
  - Artikel 4 Entgeltinformation und Glossar
  - Artikel 5 Entgeltaufstellung
  - Artikel 6 Informationen für Verbraucher
  - Artikel 7 Vergleichswebsites
  - Artikel 8 Zahlungskonten im Paket mit anderen Produkten oder Diensten
- KAPITEL III KONTOWECHSEL
  - Artikel 9 Bereitstellung eines Kontowechsel-Service
  - Artikel 10 Kontowechsel-Service
  - Artikel 11 Erleichterung der grenzüberschreitenden Kontoeröffnung für Verbraucher
  - Artikel 12 Entgelte für den Kontowechsel-Service
  - Artikel 13 Finanzielle Verluste für Verbraucher
  - Artikel 14 Informationen zum Kontowechsel-Service
- KAPITEL IV ZUGANG ZU ZAHLUNGSKONTEN[18]
  - Artikel 15 Nichtdiskriminierung
  - Artikel 16 Recht auf Zugang zu einem Zahlungskonto mit grundlegenden Funktionen
  - Artikel 17 Merkmale eines Zahlungskontos mit grundlegenden Funktionen
  - Artikel 18 Entgelte
  - Artikel 19 Rahmenverträge und Kündigung
  - Artikel 20 Allgemeine Informationen über Zahlungskonten mit grundlegenden Funktionen
- KAPITEL V ZUSTÄNDIGE BEHÖRDEN UND ALTERNATIVE STREITBEILEGUNG
  - Artikel 21 Zuständige Behörden
  - Artikel 22 Verpflichtung zur Zusammenarbeit
  - Artikel 23 Beilegung von Meinungsverschiedenheiten zwischen zuständigen Behörden verschiedener Mitgliedstaaten
  - Artikel 24 Alternative Streitbeilegung
  - Artikel 25 Mechanismus bei Ablehnung des Zugangs zu einem Zahlungskonto, für das Entgelte verlangt werden
- KAPITEL VI SANKTIONEN
  - Artikel 26 Sanktionen
- KAPITEL VII SCHLUSSBESTIMMUNGEN
  - Artikel 27 Bewertung
  - Artikel 28 Überprüfung
  - Artikel 29 Umsetzung
  - Artikel 30 Inkrafttreten
  - Artikel 31 Adressaten

## Terminologie
Da es aufgrund einer unterschiedlichen Benennung von ein und denselben Diensten und Informationen oder in unterschiedlichen Formaten durch Zahlungsdienstleister für Verbraucher dazu kommen kann, dass sie die Entgelte nicht nachvollziehen und somit Angebote verschiedener Zahlungsdienstleister nicht vergleichen und fundierte Entscheidungen darüber treffen können, welches Zahlungskonto ihren Bedürfnissen am ehesten gerecht wird, ist es erforderlich, eine standardisierte Terminologie in Kombination mit gezielten Entgeltinformationen in einem einheitlichen Format für die repräsentativsten mit einem Zahlungskonto verbundenen Dienste zu verwenden.
In der ersten Phase soll die Entgelt-Terminologie nur in Bezug auf die in den Unionsmitgliedstaaten (EWR-Mitgliedstaaten) gängigsten Begriffe und Begriffsbestimmungen standardisiert werden, wobei die Terminologie von den Unionsmitgliedstaaten festgelegt werden kann, sodass den Besonderheiten lokaler Märkte Rechnung getragen werden kann. In weiterer Folge soll in Bezug auf Dienste, die einer Mehrheit der Mitgliedstaaten gemeinsam sind, die für die Definition dieser Dienste verwendete Terminologie auf Unionsebene standardisiert werden, um die Zahlungskontoangebote unionsweit besser vergleichbar zu machen. Damit bei den nationalen Listen ein hinreichender Grad an Homogenität gewährleistet ist, wird die durch die Verordnung EU/1093/2010 errichtete Europäische Bankenaufsichtsbehörde (EBA) Leitlinien erlassen, um die Mitgliedstaaten dabei zu unterstützen, die Dienste auf nationaler Ebene zu ermitteln, die besonders stark in Anspruch genommen werden und die die höchsten Kosten für die Verbraucher erzeugen. In weiterer Folge soll sodann eine vorläufige Liste der repräsentativsten auf nationaler Ebene entgeltpflichtigen Dienste sowie der einschlägigen Begriffe und Begriffsbestimmungen erstellt werden und schlussendlich auf dieser Grundlage endgültige Listen veröffentlicht werden, die zur Harmonisierung beitragen.
Nach Artikel 6 der RL 2014/92/EU können von Zahlungsdienstleistern auch weiterhin in der Entgeltinformation und in der Entgeltaufstellung firmeneigene Produktbezeichnungen unter der Voraussetzung verwendet werden, dass diese firmeneigenen Produktbezeichnungen zusätzlich zu den in der Liste gemäß Artikel 3 Absatz 5 der RL 2014/92/EU zu schaffenden standardisierten Begriffen verwendet werden und nur eine untergeordnete Bezeichnung für diese Dienste darstellen. Dies gilt ähnlich auch für die Vertrags-, Geschäfts- und Marketinginformationen der Zahlungsdienstleister.

## Unabhängige Vergleichswebseiten
Durch unabhängige Vergleichswebseiten soll es Verbrauchern ermöglicht werden, sich an einem Ort über die jeweiligen Vorteile verschiedener Zahlungskontoangebote zu informieren. Solche Webseiten müssen bezüglich der bereitgestellten Informationen und Daten:
- frei zugänglich sein,
- vertrauenswürdig, unparteiisch und transparent sein und
- unabhängig von Zahlungsdienstleistern betrieben werden[26] und
- die Verbraucher müssen von der Verfügbarkeit solcher Websites in Kenntnis gesetzt werden. Hierzu sollen die Unionsmitgliedstaaten die Verbraucher über solche Webseiten informieren und den freien Zugang gewährleisten.[27]

Das Bundesministerium der Finanzen beauftragte zunächst Check24 mit einer kostenfreien Webseite zum Vergleich von Zahlungskonten in Deutschland. Nach Klage der Verbraucherzentrale schaltete Check24 den Kontovergleich im Januar 2021 wieder ab. Die Bundesanstalt für Finanzdienstleistungsaufsicht richtete zum 15. Januar 2025 eine staatliche Vergleichswebsite ein. In der Zwischenzeit bot Stiftung Warentest auf test.de den Girokonto-Vergleich an.

## Zahlungskonto

### Diskriminierungsverbot
Verbraucher mit rechtmäßigem Aufenthalt in der Union, die ein Zahlungskonto eröffnen wollen, dürfen
- nicht aufgrund ihrer Staatsangehörigkeit oder
- ihres Wohnorts oder
- aus anderen in Artikel 21 der Charta der Grundrechte der Europäischen Union (GRC) genannten Gründen diskriminiert werden.[30]

Es ist verboten, dass Unternehmen sichtbare Diskriminierung schaffen, wie beispielsweise
- durch eine andere Gestaltung der Karte oder
- eine unterschiedliche Kontonummer oder
- eine unterschiedliche Kartennummer
- oder bestimmte Kreditinstitute/Filialen

durch welche Inhaber von Basiskonten / Jedermann-Konten identifiziert bzw. stigmatisiert werden können.

### Basiskonto
Die Eröffnung und Nutzung eines Zahlungskontos mit grundlegenden Funktionen (Basiskonto / Jedermann-Konto) muss gemäß dieser Richtlinie im Einklang mit der Richtlinie 2005/60/EG (EU-Anti-Geldwäsche-Richtlinie) erfolgen (siehe Artikel 1 Abs. 7 und Artikel 16 bis 20 der RL 2014/92/EU).
Die Verbraucher sind über die Möglichkeiten der Errichtung eines Zahlungskontos mit grundlegenden Funktionen umfassend und unentgeltlich zu informieren (Artikel 20 der RL 2014/92/EU). Dies gilt insbesondere auch für kontolose, schutzbedürftige und mobile Verbraucher (z. B. obdachlose Armutsmigranten).

#### Anspruchsberechtigte
Allen Verbrauchern, Unionsbürgern und Drittstaatsangehörigen sowie Asylsuchenden mit rechtmäßigem Aufenthalt in der Union, unabhängig von der finanziellen Situation des Verbrauchers, wie
- Beschäftigungsstatus,
- Höhe des Einkommens,
- in Anspruch genommene Darlehen oder
- erfolgte Privatinsolvenz,

muss der Zugang zu einem Zahlungskonto mit grundlegenden Funktionen (Basiskonto / Jedermann-Konto) ermöglicht und garantiert werden, wobei die Kreditinstitute Anträge auf Eröffnung eines Zahlungskontos mit grundlegenden Funktionen innerhalb der in der RL 2014/92/EU genannten Fristen (10 Geschäftstage) bearbeiten müssen.
Verbrauchern ohne festen Wohnsitz, Asylsuchenden und Verbrauchern ohne Aufenthaltstitel, die aber aus rechtlichen oder tatsächlichen Gründen nicht abgeschoben werden können, müssen die Unionsmitgliedstaaten dabei helfen, in den uneingeschränkten Genuss der RL 2014/92/EU zu gelangen.
Die Unionsmitgliedstaaten können den Verbrauchern vorschreiben, dass sie ein „echtes Interesse“ an einem solchen Konto nachweisen müssen. Dies jedoch nur unter uneingeschränkter Wahrung der durch die Verträge garantierten Grundrechte und, dass die Ausübung dieses Rechts für die Verbraucher nicht mit zu großen Schwierigkeiten oder Belastungen verbunden ist (Artikel 16 Abs. 2 UAbs. 2 der RL 2014/92/EU).
Wird die Eröffnung eines Basiskontos abgelehnt, so ist der Verbraucher über die dafür vorliegenden konkreten Gründe binnen zehn Geschäftstagen zu informieren (Art 16 Abs. 3 und Abs. 7 der RL 2014/92/EU), es sei denn, eine solche Mitteilung würde der nationalen Sicherheit, der öffentlichen Ordnung oder der Richtlinie 2005/60/EG zuwiderlaufen.

#### Anbieter des Basiskontos
Die Unionsmitgliedstaaten können bestimmte Kreditinstitute verpflichten (Kontrahierungszwang, Art 16 Abs. 1 RL 2014/92/EU), die Zahlungskonten mit grundlegenden Funktionen anzubieten, wobei deren Zahl ausreichend sein muss, um die Erreichbarkeit für alle Verbraucher zu gewährleisten.

#### Leistungsumfang des Basiskontos

##### Dienstleistungen
Mit einem Zahlungskonto mit grundlegenden Funktionen müssen nach Artikel 17 RL 2014/92/EU bestimmte Dienste in begrenzter bzw. auch unbegrenzter Zahl der durchgeführten Vorgänge verbundenen sein, damit dieses Konto sinnvoll genutzt werden kann. Dies umfasst z. B.
- die Möglichkeit der Einzahlung von Geldbeträgen und
- die Abhebung von Bargeld,
- Ermöglichung von wesentlichen Zahlungsvorgängen wie dem Erhalt von Löhnen bzw. Gehältern oder sonstigen Leistungen,
- die Bezahlung von Rechnungen oder Steuern sowie
- der Erwerb von Waren und Dienstleistungen, unter anderem auch im Wege von Lastschriften, Überweisungen oder mit einer Zahlungskarte,
- den Online-Kauf von Waren und Dienstleistungen,
- Zahlungen über das Online-System des Kreditinstituts (sofern vorhanden).

Ein Zahlungskonto mit grundlegenden Funktionen darf jedoch nicht auf die Möglichkeit der Online-Nutzung beschränkt sein, da dies ein Hindernis für Verbraucher ohne Internetzugang darstellen kann. Bei der Festlegung der bei einem Zahlungskonto mit grundlegenden Funktionen anzubietenden Dienste und der einzuschließenden Mindestzahl von Vorgängen kann nationalen Besonderheiten Rechnung getragen werden.
Das Zahlungskonto mit grundlegenden Funktionen ist zumindest in Landeswährung zur Verfügung zu stellen.
Grundsätzlich darf der Zugang zu einem Zahlungskonto mit grundlegenden Funktionen gemäß Artikel 16 Abs. 9 der RL 2014/92/EU nicht vom Erwerb zusätzlicher Dienste oder von Geschäftsanteilen an dem Kreditinstitut abhängig gemacht werden, außer wenn der Erwerb von Geschäftsanteilen von allen Kunden des Kreditinstituts verlangt wird (z. B. bei bestimmten Genossenschaftsbanken).

##### Überziehungsmöglichkeit
Die Unionsmitgliedstaaten können den Kreditinstituten erlauben, auf Wunsch des Verbrauchers im Zusammenhang mit einem Zahlungskonto mit grundlegenden Funktionen eine Überziehungsmöglichkeit bereitzustellen. Dabei müssen sie den Höchstbetrag und die maximale Dauer einer solchen Überziehung festlegen und dafür sorgen, dass die Richtlinie 2008/48/EG eingehalten wird.
Die RL 2014/92/EU unterscheidet dabei in „Überziehungsmöglichkeit“ und „Überschreitung“. Eine Überziehungsmöglichkeit ist dabei ein ausdrücklich vereinbarter Kreditvertrag, bei dem ein Zahlungsdienstleister dem Verbraucher Beträge zur Verfügung stellt, die das aktuelle Guthaben auf dem laufenden Zahlungskonto des Verbrauchers überschreiten (Artikel 2 Zif. 25 RL 2014*92/EU). Überschreitung hingegen ist eine stillschweigend akzeptierte Überziehung, bei der ein Zahlungsdienstleister dem Verbraucher Beträge zur Verfügung stellt, die das aktuelle Guthaben auf dem laufenden Zahlungskonto des Verbrauchers oder die vereinbarte Überziehungsmöglichkeit überschreiten (Artikel 2 Zif. 26 RL 2014/92/EU).

#### Verbot der Errichtung von Barrieren
Kreditinstitute dürfen auch nicht wegen des Verdachts, dass ihre Kunden das Finanzsystem für illegale Zwecke wie Betrug, Geldwäsche oder Terrorismusfinanzierung nutzen, Barrieren für Verbraucher errichten, die die Vorteile des Binnenmarkts nutzen und grenzüberschreitend Zahlungskonten eröffnen und nutzen möchten. Die Bestimmungen der Richtlinie 2005/60/EG darf daher nicht als Vorwand verwendet werden, um wirtschaftlich weniger interessante Verbraucher abzulehnen.
Auch darf nicht deswegen, weil das Verfahren zur Überprüfung der Einhaltung der Rechtsvorschriften durch den Verbraucher zu aufwendig oder kostspielig ist (Know your customer), die Eröffnung eines Basiskontos abgelehnt werden.

#### Kosten
Die Unionsmitgliedstaaten müssen sicherstellen, dass Zahlungskonten mit grundlegenden Funktionen unentgeltlich oder gegen Zahlung eines angemessenen Entgelts angeboten werden.

#### Kündigungsmöglichkeit durch Kreditinstitute
Kreditinstitute können einen Vertrag über ein Basiskonto schriftlich (mit Ausnahmen bei der Einhaltung einer Frist von zwei Monaten) kündigen, so etwa
- bei Nichteinhaltung der Rechtsvorschriften über Geldwäsche und Terrorismusfinanzierung oder
- über die Prävention und Untersuchung von Straftaten, sofern der Verbraucher die einschlägigen Rechtsvorschriften nicht einhält, oder
- wenn ein Verbraucher sein Recht auf Eröffnung und Nutzung eines Zahlungskontos mit grundlegenden Funktionen missbraucht oder
- das Konto über 24 aufeinanderfolgende Monate nicht nutzt oder
- der Verbraucher in der Union keinen rechtmäßigen Aufenthalt mehr hat.[53]

### Zahlungskontowechsel
„Kontowechsel“ oder „Kontowechsel-Service“ ist nach Artikel 2 Zif. 18 der RL 2014/92/EU die auf Wunsch eines Verbrauchers vorgenommene Übertragung von einem Zahlungsdienstleister zu einem anderen, mit oder ohne Schließung des früheren Zahlungskontos.
Unionsweit wird ein einheitliches Verfahren für einen Zahlungskontowechsel eingeführt. Ein angemessenes Verbraucherschutzniveau soll zukünftig in allen Unionsmitgliedstaaten gewährleistet sein.
Das Verfahren für den Kontowechsel darf nicht mit einem übermäßigen bürokratischen und finanziellen Aufwand verbunden sein, weshalb die Richtlinie dem nationalen Gesetzgeber vorgibt, dass die Zahlungsdienstleister den Verbrauchern ein klares, schnelles und sicheres Verfahren für den Wechsel von Zahlungskonten, einschließlich Zahlungskonten mit grundlegenden Funktionen (Basiskonto / Jedermann-Konto), anbieten müssen. Die dabei verrechneten Entgelte für den Kontowechsel müssen angemessen und an den tatsächlichen Kosten des Zahlungsdienstleisters ausgerichtet sein.
Um das Verfahren bei einem Kontowechsel möglichst zu vereinfachen, können die Unionsmitgliedstaaten den Zahlungsdienstleistern zusätzliche Instrumente vorschreiben. So z. B. dass auf dem vorherigen Zahlungskonto eingegangene Überweisungen automatisch oder manuell auf das neue Zahlungskonto umgeleitet werden.

### Alternatives Streitbeilegungsverfahren
Durch wirksame und effiziente alternative Streitbeilegungsverfahren (siehe ADR-Richtlinie) zur Beilegung von Streitigkeiten, sollen Verbraucher sowohl während eines aufrechten Vertragsverhältnisses zu einem Zahlungsdienstleister als auch bei Streitigkeiten in der vorvertraglichen Phase eine Rechtsschutzmöglichkeit haben. Dies beispielsweise, wenn den Verbrauchern der Zugang zu einem Zahlungskonto mit grundlegenden Funktionen verwehrt wird. Der Verbraucher kann aber auch im Rahmen eines Zivilverfahrens seine Rechte geltend machen (Art 16 Abs. 10 und Artikel 25 der RL 2014/92/EU).

## Informationen

### Entgeltinformationen / Glossar vor Vertragsabschluss
Zahlungsdienstleister müssen den Verbrauchern zukünftig eine Entgeltinformation und ein Glossar vor einem Vertragsabschluss zur Verfügung stellen, welche die Entgelte für alle Dienste, die in der Liste der repräsentativsten mit einem Zahlungskonto verbundenen Dienste auf nationaler Ebene aufgeführt sind, enthält. In dieser Entgeltinformation sollen die standardisierten Begriffe und Begriffsbestimmungen verwendet werden, die auf Unionsebene festgelegt werden.

### Jährliche Entgeltaufstellung
Die Verbraucher müssen von den Zahlungsdienstleistern mindestens einmal jährlich nachträglich (ex post) und unentgeltlich über sämtliche ihrem Zahlungskonto belasteten Entgelte, gegebenenfalls einschließlich des Überziehungszinssatzes und des Kreditzinssatzes, unterrichtet werden. Um die jeweiligen Entgeltinformationen der Zahlungsdienstleister über Zahlungskonten korrekt, klar und vergleichbar zu machen, soll in allen Unionsmitgliedstaaten das gleiche standardisierte Format für die Präsentation der Entgeltinformation und der Entgeltaufstellung sowie der gemeinsamen Symbole verwendet werden.

### Kombiangebote
Gemäß Artikel 8 der RL 2014/92/EU müssen Zahlungsdienstleister, wenn sie ein Zahlungskonto als Teil eines Pakets in Kombination mit einem anderen Produkt oder einem anderen Dienst, das bzw. der nicht Bestandteil der eigentlichen Zahlungskontodienst-leistung ist, anbieten, den Verbraucher darüber aufklärt, ob es auch möglich ist, das Zahlungskonto separat zu erwerben, und, falls ja, gesondert Auskunft über die Kosten und Entgelte erteilen, die jeweils für die übrigen im Paket enthaltenen Produkte und Dienste anfallen, die separat erworben werden können.

### Informationspflicht der Unionsmitgliedstaaten
Die Unionsmitgliedstaaten haben der Europäischen Kommission gemäß Artikel 27 der RL 2014/92/EU regelmäßig Informationen zu verschiedenen Aspekten der RL 2014/92/EU zu übersenden. Dazu gehört auch,
- die Anzahl der Kreditinstitute, die Zahlungskonten mit grundlegenden Funktionen anbieten,
- die Anzahl der eröffneten derartigen Konten und
- der Anteil der abgelehnten Anträge auf ein Zahlungskonto mit grundlegenden Funktionen.[62]

## Sanktionen gegen Zahlungsdienstleister
Die Sanktionen gegen Zahlungsdienstleister, die gegen die Richtlinie oder die zur Umsetzung dieser Richtlinie erlassenen nationalen Rechtsvorschriften verstoßen, müssen wirksam, verhältnismäßig und abschreckend sein (Artikel 26 Abs. 1 RL 2014/92/EU). Die Unionsmitgliedstaaten müssen auch vorsehen, dass die zuständige Behörde jede im Verwaltungsverfahren zu erlassende Sanktion, die bei einem Verstoß gegen die nach dieser Richtlinie erlassenen Vorschriften verhängt wird, bekannt machen kann, sofern eine solche Bekanntgabe die Stabilität der Finanzmärkte nicht ernstlich gefährdet und den Beteiligten keinen unverhältnismäßig hohen Schaden zufügt (Artikel 26 Abs. 2 RL 2014/92/EU).

## Umsetzung in nationales Recht
Die Richtlinie wurde bis zum 18. September 2016 in allen 28 EU-Staaten umgesetzt.
Mit Art. 1 des Gesetzes zur Umsetzung der Richtlinie über die Vergleichbarkeit von Zahlungskontoentgelten, den Wechsel von Zahlungskonten sowie den Zugang zu Zahlungskonten mit grundlegenden Funktionen vom 11. April 2016, dem Zahlungskontengesetz (ZKG) wurde in Deutschland der Anspruch auf einen Basiskontovertrag eingeführt, in Österreich mit dem Verbraucherzahlungskontogesetz (VZKG) das sog. Zahlungskonto.